# Farquharsons Tagebuch
Farquharsons Tagebuch (Journal of Transactions on Charles Farquharson’s Plantation on Watlings Island) ist seit 2009 UNESCO-Weltdokumentenerbe der Bahamas. Es handelt sich um tägliche Aufzeichnungen von Charles Farquharson, dem Besitzer einer Baumwollplantage, vom 1. Januar 1831 bis zum 31. Dezember 1832.

## Textüberlieferung
Im Jahr 1903 stieß Ormond McDonald auf das Buch und erkannte seinen historischen Wert. Er transkribierte den Text sorgfältig; 1957 wurde diese Abschrift unter dem Titel „Ein Relikt der Sklaverei. Farquharsons Tagebuch 1831/32“ (A Relic of Slavery. Farquharson’s Journal for 1831–1832) in Nassau veröffentlicht. Das originale Tagebuch war im Besitz von Aline O’Brien, die die Bahamas verließ und bis zu ihrem Tod 1976 in England lebte. Sie übergab das Buch noch zu Lebzeiten an das Public Records Office, den heutigen Bahamas Archives, wo es restauriert und neu in Ziegenleder gebunden wurde. Der Vergleich des Originals mit McDonalds Transkription zeigt, dass dieser erläuternde Notizen hinzufügte und Rechtschreibfehler seiner Vorlage korrigierte.

## Historische Bedeutung
Es gibt einige wenige vergleichbare Aufzeichnungen: vor allem das Radnor Plantation Journal von einer Kaffeeplantage auf Jamaika; aber Farquharsons Tagebuch ist das einzige, das den Alltag einer Baumwollplantage dokumentiert. Es wird von Historikern und Anthropologen ausgewertet, um das Leben von Sklaven, die Arbeitsabläufe auf einer Plantage und die Handlungsoptionen eines Plantagenbesitzers zu studieren.

### Biografie von Charles Farquharson

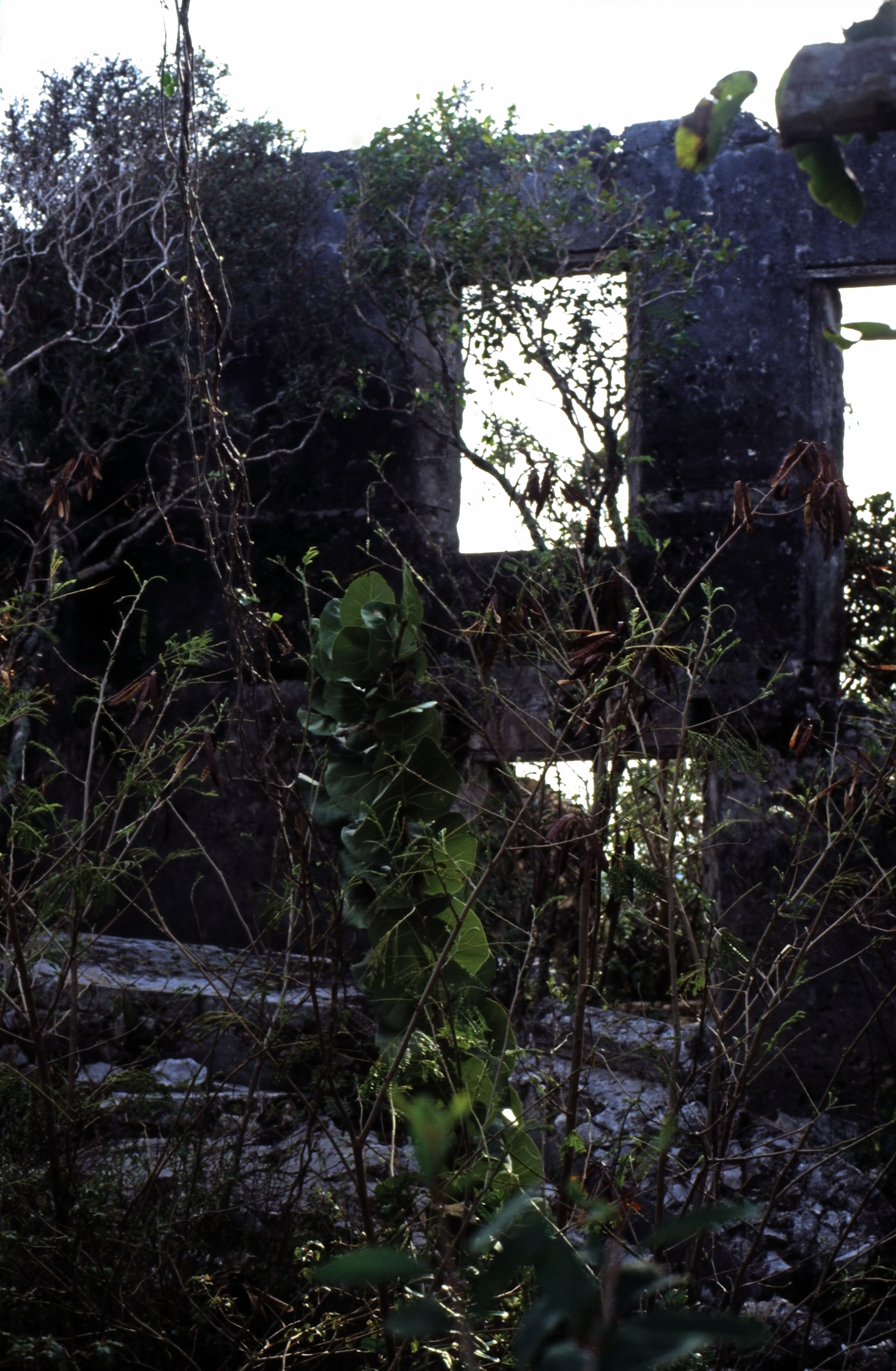
Ruine des Herrenhauses (1989)

Charles Farquharson, der Verfasser, war 1760 in Schottland geboren (Clan Farquharson) und hatte nur elementare schulische Bildung. Anders als viele Plantagenbesitzer schottischer Abstammung, war er nicht als Loyalist aus den Vereinigten Staaten auf die Bahamas übergesiedelt, sondern kam direkt aus Schottland. 1803 erwarb er 200 acres auf Watlings Island (heute San Salvador), einen Landbesitz, den er bis zu seinem Tod im Jahr 1835 auf 1500 acres ausweitete. Seine erste Frau hatte ihn entweder verlassen, oder sie war verstorben. In den 1820er Jahren heiratete er Kitty Dixon, eine freie Mulattin. Im Testament bezeichnete er sie nicht als Ehefrau, sondern als seine „treue Gefährtin.“ Vier seiner Kinder (wohl aus der ersten Ehe) starben 1824, als der Schoner Eleanor bei Ragged Island Schiffbruch erlitt. Bei Farquharsons Tod lebten noch zwei Kinder aus der Ehe mit Kitty Dixon.
Farquharson hatte sich gesellschaftlich relativ isoliert, weil er auf seiner Plantage wohnte, anstatt nach Nassau zu ziehen und die Plantage von einem Aufseher führen zu lassen. Jedoch umgab er sich auf Prospect Hill mit den Statussymbolen eines Plantagenbesitzers: Mahagonimöbel, Silberzeug, Glaswaren, Bücher. Als einziger „Weißer“ auf Watlings Island in den 1820er und 1830er Jahren übte er auch das Amt des Friedensrichters aus. Wohl aufgrund seines Alters verließ Farquharson seine Plantage nur selten, im Gegensatz zu seinen Sklaven, die als Arbeitskräfte an andere Plantagen ausgeliehen wurden, soziale Kontakte zu den dortigen Sklaven pflegten und Botendienste verrichteten.

### Baumwollplantage
Der Baumwollanbau der Insel war in einer Krise, und das Tagebuch dokumentiert den wirtschaftlichen Niedergang auf der Plantage Prospect Hill. Neben Baumwolle, dem Hauptprodukt, wurden hier auch Bohnen, Erbsen, Süßkartoffeln, Yams, Orangen, Kürbisse und anderes mehr angebaut. Auch Kühe, Schafe und Truthähne, mehrere Pferde und ein Maulesel werden in dem Tagebuch genannt. Dass die Plantage weitgehend Selbstversorger war, wirkte sich günstig auf die Ernährung und Gesundheit der Sklaven aus. In bescheidenem Umfang verkaufte Farquharson die Produkte seiner Plantage in Nassau und kaufte dafür hauptsächlich Mehl und Stoff für Sklavenkleidung sowie andere Importgüter ein.

### Sklavenalltag
Im Jahr 1822 besaß Farquharson 35 Sklaven, von denen 37 % in Afrika geboren und 49 % jünger als 20 Jahre waren. Im Jahr 1834 war die Zahl der Sklaven hauptsächlich durch deren Kinder auf 52 angestiegen. Die Kindersterblichkeit war relativ gering. Für 1834 wurden vier Sklavenfamilien genannt, und 16 Sklavenkinder wohnten nicht in ihrer Herkunftsfamilie, sondern anscheinend in je einer Mädchen- und Jungengruppe. (Siehe als Quelle dieser Daten: Sklavenregister aus der Britischen Karibik) Farquharson unterstützte stabile Familienbeziehungen unter seinen Sklaven; so schickte er eine seiner Sklavinnen auf die Dixon-Plantage, damit sie dort mit dem Sklaven zusammenleben könnte, von dem sie, wie Farquharson annahm, bereits ein Kind erwartete.
Die Sklaven arbeiteten das ganze Jahr hindurch von Montag bis Samstag; über Weihnachten bekamen sie vier Tage frei. Farquharson bezeichnete seine Sklaven im Tagebuch meist als „die Leute“ oder „die Mannschaft“ (the hands), als wäre man auf einem Schiff. „Meuterei“ konnte aber nicht geduldet werden. Ein solcher Vorfall wird im Tagebuch verzeichnet. Während einer von Farquharsons seltenen Fahrten nach Nassau geriet sein Sohn James mit dem Sklaven Alick aneinander, der als Fahrer eine Vorzugsstellung hatte und einige Privilegien genoss; die beiden prügelten sich mit Stöcken. Andere Sklaven kamen hinzu und stießen Drohungen gegen James aus, es herrschte Chaos. (Da James selbst ein Farbiger war, fehlte es ihm möglicherweise an Autorität, um die Befolgung seiner Anweisungen in Farquharsons Abwesenheit durchzusetzen.) Einige Sklaven wurden deshalb zur Züchtigung ins Arbeitshaus nach Nassau verbracht und vor Gericht gestellt; das Gericht erkannte jedoch mildernde Umstände, da es James eine Mitschuld gab und seiner Zeugenaussage (als eines Farbigen) nur bedingt Vertrauen schenkte. Bis auf Alick kamen die beschuldigten Sklaven deshalb mit einer Arbeitshausstrafe und Schlägen davon und kehrten anschließend nach Prospect Hill zurück. Den Sklaven Alick dagegen ließ Farquharson dauerhaft bei schwerer Arbeit in Nassau zurück, mit dem Ziel, ihn von dort aus zu verkaufen: „Alexander im Arbeitshaus [in Nassau] gelassen und Mary Ann und ihr kleines Kind auch da hingeschickt, damit sie mit Alexander zusammen als eine seiner Frauen verkauft wird, mit Erlaubnis des Gouverneurs.“ Die Formulierung „eine seiner Frauen“ ist aufschlussreich; sie zeigt, dass auf der Plantage Polygynie praktiziert wurde.

## Archäologie

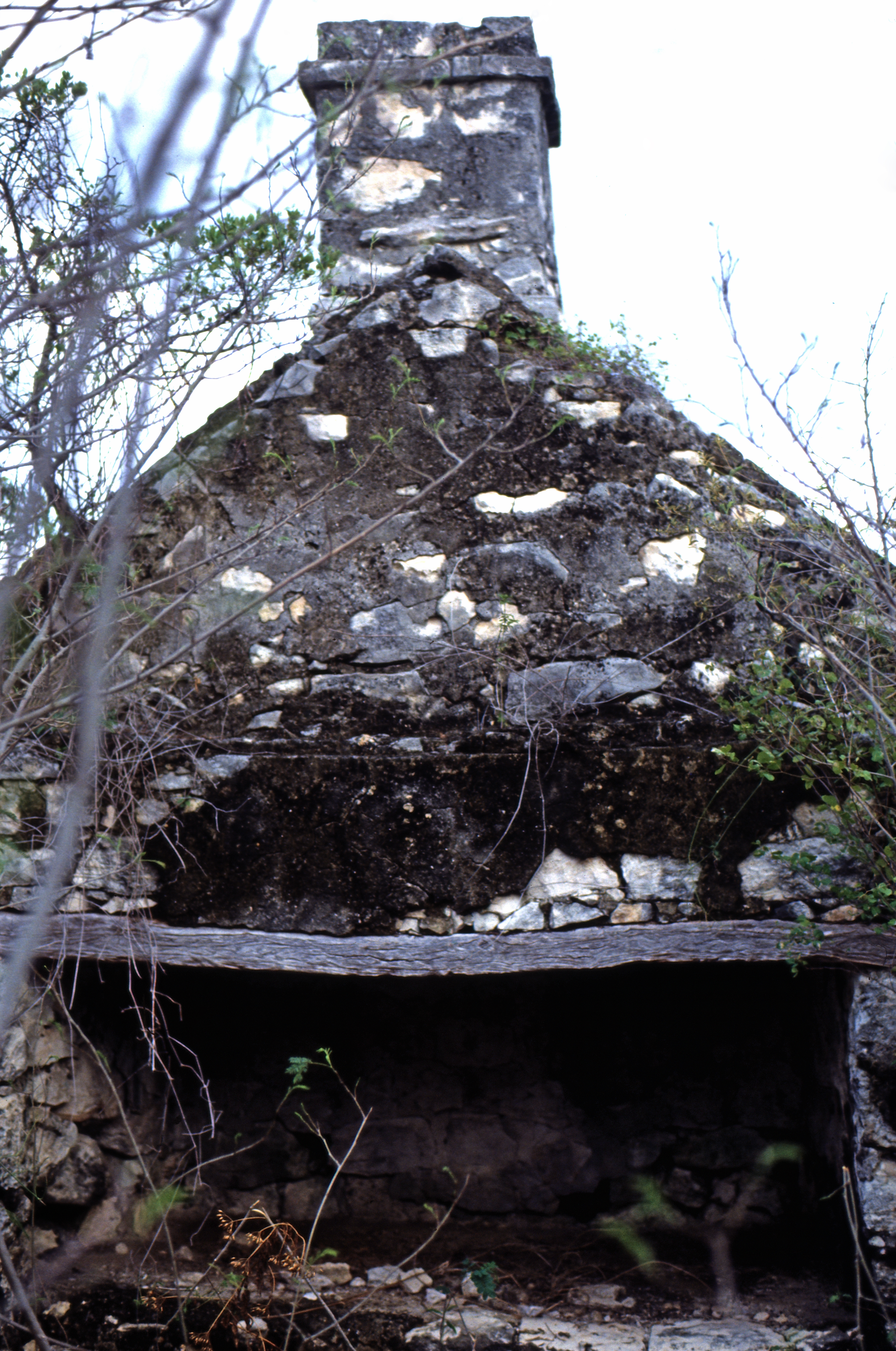
Ruine eines Küchengebäudes der Plantage Prospect Hill (1989)

Eine weitere Dimension kommt durch die archäologische Untersuchung der Ruinen von Prospect Hill (DePaul University, 2009 und 2010) hinzu. Das Gelände der Plantage war zu Farquharsons Zeiten eine reine Kulturlandschaft, während es heute von Gebüsch überwachsen ist, aus denen die Ruinen der Gebäude sowie zahlreiche Mauerzüge herausragen.
Vom Herrenhaus ist heute eine eindrucksvolle zweistöckige Ruine zu sehen, die aber nur eine Grundfläche von 30 × 15 Fuß einnimmt.
Im Jahr 1834 gab es 15 Wohneinheiten für Sklaven auf der Plantage Prospect Hill. Die Sklavenunterkünfte bestanden aus grob gemauertem Bruchstein, innen verputzt. Acht davon waren recht einheitlich gebaut (22 × 14 Fuß), die übrigen kleiner. Alle besaßen einen Schornstein, wohl weniger für eine Küche und eher zur Heizung im Winter, und um Moskitos durch Verbrennen von Laub fernzuhalten.
Das Herrenhaus, zwei Küchengebäude, Scheune, Stallungen und Friedhof befanden sich nahe beieinander, und deutlich davon entfernt (etwa 270 Meter), offenbar um den sozialen Abstand zu betonen, die Sklavenunterkünfte. Dass im Bereich um Herrenhaus und Küchen das Gebüsch zurückgeschnitten wurde, um Touristen die Ruinen als Sehenswürdigkeit präsentieren zu können, hat zu einem paradoxen archäologischen Befund geführt: bei den Untersuchungen der DePaul University wurden in den Sklavenunterkünften Porzellan- und Glasscherben gefunden, Importware, wie man sie im Gebrauch der Farquharsons vermuten würde, im Herrenhaus dagegen kaum ein Nagel. Das lag offenbar daran, dass die Ruinen der Sklavenwohnungen abseits und im Dickicht verborgen waren, so dass der Befund ungestört blieb.